# Cshangdo
Cshangdo (hangul: 창도군, Cshangdo-kun, handzsa: 昌道郡, RR: Ch'angdo-kun) megye Észak-Koreában, Kangvon (Kangwŏn) tartományban. 1952-ben választották le Kimhva (Kimhwa) és Höjang (Hoeyang) megyék egyes részeiből és emelték megyei rangra.

## Földrajza
Nyugatról Kimhva (Kimhwa) és Höjang (Hoeyang), északról Höjang (Hoeyang) és Thongcshon (T'ongch'ŏn), keletről Kumgang (Kŭmgang), délről Kumgang (Kŭmgang) és Kimhva (Kimhwa) határolja.
Legmagasabb pontja az 1240 méter magas Szongbongdeszan (성봉대산; , Sŏngbongdaesan).

## Közigazgatása
1 községből (up (ŭp)), 16 faluból (ri (ri)) áll:
| - Cshangdo-up (창도읍; 昌道邑, Ch'angdo-ŭp) - Kokszan-ri (곡산리; 曲山里, Koksan-ri) - Kjodzsu-ri (교주리; 交州里, Kyoju-ri) - Kurjong-ri (구룡리; 九龍里, Kuryong-ri) - Kumszan-ri (금산리; 金山里, Kŭmsan-ri) - Tangszan-ri (당산리; 堂山里, Tangsan-ri) - Tebek-ri (대백리; 大白里, Taebaek-ri) - Mjongu-ri (명우리; 鳴牛里, Myŏngu-ri) - Szadong-ri (사동리; 泗東里, Sadong-ri) | - Szanvol-ri (산월리; 山月里, Sanwŏl-ri) - Szongdo-ri (성도리; 城桃里, Sŏngdo-ri) - Szongpho-ri (송포리; 松浦里, Songp'o-ri) - Sinszong-ri (신성리; 新成里, Sinsŏng-ri) - Csanghjon-ri (장현리; 長縣里, Changhyŏn-ri) - Csiszok-ri (지석리; 支石里, Chisŏk-ri) - Cshudzson-ri (추전리; 楸田里, Ch'ujŏn-ri) - Phangjo-ri (판교리; 板橋里, P'angyo-ri) |

## Gazdaság
Cshangdo (Ch'angdo) megye gazdasága élelmiszeriparra, textil- és szövőiparra, illetve papírgyártásra épül.

## Oktatás
Cshangdo (Ch'angdo) megye, 28 általános és 26 középiskolának ad otthont.

## Egészségügy
A megye számos egészségügyi intézménnyel rendelkezik, köztük 1 megyei és kb. 30 helyi kórházzal.

## Közlekedés
A megye közutakon a szomszédos helységek felől közelíthető meg. A megye vasúti kapcsolatokkal nem rendelkezik.